# Лекторский, Владислав Александрович
Владисла́в Алекса́ндрович Лекто́рский  (род. 23 августа 1932, Москва) — советский и российский философ

, специалист в области теории познания, психологии и философии науки. Доктор философских наук (1978), профессор (1979). Академик РАН (2006, членкор с 1997) и РАО (1995). Руководитель философского факультета Государственного академического университета гуманитарных наук (ГАУГН).

## Биография
Родился в Москве в семье учителей: Александра Ивановича и Елизаветы Дмитриевны (урожд. Тихомировой). Окончил философский факультет МГУ им. М. В. Ломоносова (1955) и аспирантуру Института философии АН СССР (1959). С 1957 года — сотрудник Института философии: с 1969 года — заведующий сектором теории познания, с 1992 года — заведующий Центром эпистемологии, с 1998 года — заведующий отделом эпистемологии и логики.
Кандидат философских наук (1964; диссертация «Познавательное отношение»), доктор философских наук (1978; диссертация «Субъект, объект, познание»), профессор (1979).
С 1987 по 2009 год — главный редактор журнала «Вопросы философии», председатель международного редакционного совета журнала. Председатель экспертного совета по философии и социологии ВАК (1988—1998).
С 1988 года — член совета директоров Международной федерации философских обществ, вице-президент федерации (1993—1998). С 1988 года также входит в руководство Международного общества по исследованию культуры и теории деятельности. Асессор Международного союза по логике, методологии и философии науки (1991—1995), с 2002 года — член Международного Института философии (Париж).
В 1991 году по приглашению Н. Г. Алексеева включился в работу Научного совета по философии образования при Президиуме РАО (совместно с рядом ведущих философов, психологов и педагогов: Ю. В. Громыко, И. И. Ильясовым, В. В. Давыдовым, В. С. Мухиной, Н. И. Непомнящей, В. А. Петровским, А. П. Огурцовым, В. М. Розиным, Б. В. Сазоновым, В. И. Слободчиковым, И. Н. Семёновым, В. С. Швыревым, П. Г. Щедровицким, Э. Г. Юдиным).
С 1996 года читает в ГАУГН лекционный курс «Введение в эпистемологию», ведёт семинары, руководит курсовыми и дипломными работами. Периодически читает лекции в РАНХиГС. В 2004 году читал курс «Философия субъективности» на философском факультете УрГУ им. А. М. Горького (Екатеринбург).
В 2000-е годы — заведующий кафедрой эпистемологии и логики философского факультета ГАУГН, председатель экспертного совета по социальным наукам РГНФ (с 1995), заместитель руководителя междисциплинарного семинара «Точные методы в гуманитарных науках» при Президиуме РАН, заместитель руководителя Научного совета по методологии искусственного интеллекта при Отделении общественных наук РАН, председатель Научного совета РАН по методологии искусственного интеллекта и когнитивных исследований (с 2019). Член административного Учёного совета и специализированного диссертационного совета по онтологии, теории познания и философии науки Института философии РАН (руководит семинарами по рациональной философии и по философии сознания), член учёного совета философского факультета (отделения) НИУ ВШЭ.

## Научная деятельность
Создатель научной школы исследования познания и знания в междисциплинарном и культурно-историческом контексте (при взаимодействии философии, когнитивной психологии, семиотики, культурологии, истории научного познания).

#### Познание
В работах развивает концепцию деятельностного и культурно-исторического анализа познания, даёт критику натуралистической интерпретации познания, вводит понятие «предмета-посредника» в различных формах, вплоть до разнообразных знаково-символических систем, обосновывает концепцию специфически социально-культурной опосредствованности как особенности познавательной деятельности (в отличие от простой информации). Им также изучены взаимоотношения деятельностного, конструктивистского и коммуникативного подходов в исследовании познания, в частности в анализе восприятия и мышления.
В «мета-эпистемологических» исследованиях рассмотрел различные подходы к разработке теории познания (психологизм, антипсихологизм, нормативизм, дескриптивизм, натурализм, социологизм) и развил социокультурную интерпретацию эпистемологии, опирающуюся на анализ истории науки, истории культуры и данные психологии. Важную роль в концепции Лекторского играет идея существования двух типов субъектов: индивидуального и разных форм коллективных субъектов, отношения между которыми могут меняться.
Лекторским сделана попытка, используя т. н. коммуникационный подход, пересмотреть ряд традиционных проблем и принципов классической эпистемологии (проблема «Я», «внутреннее» и «внешнее», субъективное переживание, сознание и деятельность, сознание и бессознательное и др.) Вместе с тем Лекторский выявляет связь проблем эпистемологии с рядом актуальных проблем социологии, философии и культуры: гуманизмом, толерантностью, плюрализмом, критицизмом, дискуссией о рациональности в культуре, взаимосвязью веры и знания, вопросом о типах реальности и видах знания.

#### Рефлексия
Развил идею взаимосвязи сознания внешнего объекта и самосознания субъекта в разнообразных формах, от «неявного знания» себя до развернутых форм рефлексии над собой и продуктами собственной деятельности (на разных уровнях знания: перцепция, мышление, теоретическое знание). Подверг специальному анализу понятие рефлексии, выделив субъективную (относящуюся к сознанию индивидуального субъекта) и объективную (относящуюся к объективированным формам знания) рефлексию, показал взаимозависимость осмысления и преобразования объекта в ходе рефлексивной деятельности.
В. А. Лекторским исследована взаимосвязь обоснования и развития знания в процессе рефлексии над научными теориями, дан анализ сложившейся в классической западноевропейской философии интерпретации рефлексии (рефлексия как полнота знания о субъекте, как «прозрачность» субъекта для самого себя и как экспликация всех предпосылок объективированных форм знания), показана ограниченность подобного понимания и обоснована идея взаимосвязи и взаимопереходов рефлективных и нерефлективных измерений познавательной деятельности.

#### Рациональность деятельности и науковедение
Выделил ряд исторических типов рациональности, особое внимание уделив типу, связанному с особенностями технологической цивилизации и определившему специфику науки Нового времени и характерные черты западноевропейской философии в последние столетия.
Развитие современного типа рациональности Лекторский связал с изменениями в современном знании — как естественнонаучном, так и социально-гуманитарном. Исследовал изменения взаимоотношений наук о природе и наук о человеке в современный период; показал, что с точки зрения методов и эпистемологических предпосылок (взаимоотношение знания об общем и знания об индивидуальном, объяснения и предсказания, роли теории, возможности или невозможности эксперимента, взаимодействия исследователя и исследуемого объекта и др.) можно говорить о сближении наук того и другого типа.
Проанализировал проблему места рациональности вообще и науки в частности в современной культуре и в этой связи специально исследовал феномен пара-науки, раскрыв способы её функционирования в современном обществе вообще и в современном российском обществе в особенности.
Обосновал роль когнитивного подхода в методологии современных наук о человеке. Изучил условия индивидуальной идентичности и выявил социально-культурные факторы её конституирования, выделил философские основания междисциплинарной проблематики сознания, раскрыл связь традиционной философской проблемы единства сознания с современными исследованиями в области когнитивных наук, психологии и искусственного интеллекта.

#### Психология и педагогика
Выявил новые формы взаимоотношения сознательных и бессознательных компонентов познавательной деятельности в связи с анализом понимания бессознательных психических процессов в психоанализе и в современной когнитивной науке. Исследовал философские предпосылки психологической теории деятельности, культурно-историческую теорию Л. С. Выготского, операционно-генетическую эпистемологию Ж. Пиаже и психоанализ З. Фрейда, выявил их связь с общими эпистемологическими проблемами.
Лекторским рассмотрена теория познания как особый вид рефлексии над знанием, сформулирована идея о включении эпистемологического образа науки в реальный познавательный процесс и проанализированы разные способы этого включения. Исследовав философские проблемы образования, раскрыл условия воспитания творческого мышления, выявил роль диалога как метода обучения и воспитания личностной рефлексии, проанализировал вопросы, связанные с преподаванием философии в школе.

#### Исследовательские проекты и результаты
Руководитель проекта Института философии РАН «Теоретическое знание, понимание и мифотворчество» (с 2004), руководитель российско-украинского научного проекта «Мир знания и жизненный мир человека» (с 2005 года), руководитель исследовательского проекта «Современный когнитивизм: философия и когнитивные науки».
Под руководством В. А. Лекторского успешно защитили докторские и кандидатские диссертации более 20 человек.
Автор и соавтор более 300 научных публикаций.

## Научные труды

#### Монографии
- «Проблема субъекта и объекта в классической и современной философии» (1965)
- «Материалистическая диалектика» (1979; в соавт.)
- «Субъект, объект, познание» (1980)
- «Введение в философию» (чч. 1-2, 1989; в соавт.)
- «Философия не кончается..»: из истории отечественной философии. XX век. — М.: РОССПЭН, 1998 (кн. 1-2, редактор);
- «Эпистемология классическая и неклассическая» (2001; 2-е изд. 2007)
- «Трансформации рациональности в современной культуре» (2005)
- «Философия в современной культуре» (2007)
- «Философия в контексте культуры» (2009)

#### Статьи
- «О принципах исследования систем» («Вопросы философии», 1960, № 8; в соавт.),
- «Единство теоретического и эмпирического в научном познании» // «Диалектика — теория познания. Законы мышления» (1964),
- «Генезис и строение интеллектуальных структур в концепциях Ж. Пиаже» // «Основные направления исследования психологии мышления в капиталистических странах» (1966; в соавт.);
- «Принципы воспроизведения объекта в знании» («Вопросы философии», 1967, № 4),
- «Философия и научный метод» // «Философия в современном мире: философия и наука» (1972),
- «Теория познания» // «Философская энциклопедия. Т. 5» (1972),
- «Философия, наука, философия науки» («Вопросы философии», 1973, № 4),
- «„Альтернативные миры“ и проблема непрерывности опыта» // «Природа научного знания» (1979),
- «Subjekt — Objekt — Erkenntnis» // «Realismus und Dialektik oder was können wir wissen?» (1984),
- «Das Problem der Moglichkeit der Erkenntnis in Kants Transcendental Philosophie» // Studien zur «Geschichte der Westlichen Philosophie» (1986),
- «Человек как проблема научного исследования» // «Человек в системе наук» (1989),
- «Transformations in Civilization and Human Values» // «A Philosophical Vision for the Coming Civilization» (1990),
- «Идеалы и реальность гуманизма» («Вопросы философии», 1994, № 6),
- «Рациональность, критицизм и принципы либерализма» (там же, 1995, № 10),
- «Knowledge and cultural objects» // «Boston Studies in the Philosophy of Science. Vol.170» (1995);
- «О толерантности, плюрализме и критицизме» («Вопросы философии», 1997, № 11),
- «Л. Витгенштейн и некоторые традиции отечественной мысли» (там же, 1998, № 5),
- «Historical Changes of the Notion of Activity: Philosophical Presuppositions» // «Activity Theory and Social Practice: Cultural-Historical Approaches» (1999),
- «Научное и вне-научное мышление: скользящая граница» // «Разум и экзистенция» (1999),
- «Tolerance, Pluralism, and Criticism» («Philosophica», 2000, № 2, Paris),
- «О философских уроках З. Фрейда» («Вопросы философии», 2000, № 10),
- «Теория познания», «Субъект», «Объект» и др. // «Новая философская энциклопедия» (тт. 1-4, 2000—2001),
- «Деятельностный подход: смерть или возрождение?» («Вопросы философии», 2001, № 2),
- «Христианские ценности, тоталитаризм, либерализм и постмодернизм» (там же, 2001, № 4),
- «Псевдонаука как феномен современной культуры» (там же, 2001, № 6),
- «Немецкая философия и русская гуманитарная мысль: С. Л. Рубинштейн и Г. Г. Шпет» (там же, 2001, № 10),
- «Scientific Knowledge as Historical and Cultural Phenomenon» // «Proceedings of the XXth World Congress of Philosophy» (2001),
- «Субъективная реальность как социально-культурная конструкция» // «Знание в структурах социальности» (2003),
- «Возможна ли интеграция естествознания и наук о человеке?» («Вопросы философии», 2004, № 3),
- «Г. П. Щедровицкий и современная философия» // «Познающее мышление и социальное действие» (2004),
- «Умер ли человек?» («Человек», 2004, № 4),
- «Кант, радикальный эпистемологический конструктивизм и конструктивный реализм» («Вопросы философии», 2005, № 8),
- «О философском значении работ В. В. Давыдова» (там же, 2005, № 9),
- «Диалог и толерантность во взаимодействии цивилизаций» // «Диалог цивилизаций» (2005),
- «Рациональность как ценность культуры» // «Вестник РАН», 2005, № 1 (в соавт.)
- «Paideia, Critical Thinking and Religion in Education» // «Educating for Democracy» (2005)

#### Научная редакция
Ответственный редактор и соавтор ряда коллективных монографий: «Философия. Методология. Наука» (1972), «Гносеология в системе философского мировоззрения» (1983), «Деятельность: теория, методология, проблемы» (1990), «Теория познания» (тт. 1-4, 1991—1996), «Исторические типы рациональности» (т. 1, 1995), «Идеал, утопия и критическая рефлексия» (1996), «Рациональность на перепутье» (т. 1, 2000), «Наука глазами гуманитария» (2005), «Искусственный интеллект: междисциплинарный подход» (2006), «Когнитивный подход: философия, когнитивная наука, когнитивные дисциплины» (2007), «Конструктивистский подход в эпистемологии и науках о человеке» (2009) и др.
Научный консультант по разделу теории познания «Философского энциклопедического словаря» (1983; 2-е изд. 1989).
Редактор-составитель обобщающего сборника «Философия не кончается» (тт. 1-2, 1998—1999).
Главный редактор и один из авторов книжной серии «Философия России второй пол. XX в.» (с 2008).
Редактор коллективной монографии «Человек и системы искусственного интеллекта» (2022).
Почти все монографии, около 60 статей и некоторые коллективные монографии под редакций Лекторского были опубликованы в переводе в США, Великобритании, Германии, Франции, Финляндии, Южной Корее, Китае, Турции, Польше, Венгрии, Чехословакии, Болгарии, Румынии и других странах.

## Награды и звания
Награждён орденом «Знак Почёта» (1979), медалью «За доблестный труд» (1971), медалью «В память 850-летия Москвы» (1997), медалью Г. И. Челпанова 1-й степени (2006), орденом Ломоносова (2007), медалью «За вклад в философию» (2009). Лауреат премии ГУГН «Открытое общество» (1997), премии Института философии РАН 2-й степени (2003) и премии имени Г. В. Плеханова РАН (2021; за книгу «Человек и культура. Избранные статьи»).
Иностранный член Центра философии науки Питтсбургского университета (США, 1995), действительный член Международного института (Академии) философии (Париж, 2001), член Международной академии философии (Ереван, 2003), почётный профессор Института философии Китайской Академии социальных наук (Пекин, 2005), член-корреспондент Международной Академии философии науки (Брюссель, 2006), почётный член НАН Республики Казахстан (2009).
В 2024 году награждён благодарностью Президента Российской Федерации за заслуги в развитии отечественной науки, многолетнюю плодотворную деятельность и в связи с 300-летием со дня основания Российской академии наук.

## Иное
Член редакционного совета журнала «Личность. Культура. Общество» и редакционной коллегии журнала «Эпистемология и философия науки».
Женат, имеет дочь. Увлекается собиранием книг.